# Алън (окръг, Индиана)
Окръг Алън (на английски: Allen County) е окръг в щата Индиана, Съединени американски щати. Площта му е 1709 km², а населението е 385 410 души (1 април 2020). Административен център е град Форт Уейн.
Окръг Алън е включен в статистическата зона на Форт Уейн и в статистическата зона Форт Уейн-Хънтингтън-Оубърн. Окръгът е културен и икономически център на североизточна Индиана. Намира се на разстояние от около 300 километра от големи населени места като Чикаго, Синсинати, Кливланд, Кълъмбъс, Детройт, Индианаполис, Луисвил, Милуоки и Онтарио, В обсега на окръга за един ден път е една трета от населението на САЩ и една пета от това на Канада.